# Belgreen
Belgreen es un lugar designado por el censo ubicado en el condado de Franklin en el estado estadounidense de Alabama. En el año 2010 tenía una población de 129 habitantes.

## Geografía
Belgreen se encuentra ubicado en las coordenadas 34°28′34.6″N 87°51′56.33″O / 34.476278, -87.8656472.